# Defence Regulation 18B
Defence Regulation 18B est une disposition du droit britannique adoptée dans le cadre des réglementations de défense de 1939 (Defence Regulations), peu avant la Seconde Guerre mondiale. Elle permettait l’internement administratif de toute personne soupçonnée de menacer la sécurité de l'État, sans accusation ni procès préalable. Utilisée principalement entre 1939 et 1945, elle visait en particulier les individus soupçonnés de sympathies nazies ou fascistes.

## Historique
Le Defence Regulation 18B a été introduit en septembre 1939, à la veille de la guerre, dans un contexte de crainte d'espionnage, de sabotage et de cinquième colonne. L’article 18B(1A) autorisait le Secrétaire d'État à l'Intérieur (Home Secretary) à ordonner la détention de toute personne dont il estimait qu’elle appartenait à une organisation hostile ou nuisible à la sécurité nationale.

## Application
Environ 1 800 personnes furent internées au Royaume-Uni sous 18B, dont plusieurs membres de l’Union britannique des fascistes (British Union of Fascists, BUF), dirigée par Oswald Mosley. Mosley lui-même, ainsi que son épouse Diana Mitford, furent internés entre 1940 et 1943.
Les personnes détenues sous 18B n’étaient pas inculpées et ne bénéficiaient pas d’un procès public. Elles pouvaient toutefois faire appel devant un Advisory Committee, mais sans garantie d’une libération.

## Controverses
L’usage du 18B a suscité des critiques pour son caractère arbitraire, et pour les conditions de détention parfois sévères. Certains internés étaient emprisonnés aux côtés de criminels de droit commun ou dans des camps provisoires. La mesure fut accusée de violer les principes fondamentaux du habeas corpus et des droits civiques.

## Fin de l’application
La réglementation 18B fut désactivée après la guerre, bien que le gouvernement britannique conserva certaines prérogatives d’internement dans le cadre d’autres lois, notamment durant le conflit nord-irlandais.